# Junkers Ju 88
Lo Junkers Ju 88 era un bombardiere multiruolo bimotore ad ala bassa prodotto dall'azienda tedesca Junkers GmbH dalla metà degli anni trenta. Fu una delle colonne della Luftwaffe. Venne, infatti, impiegato come bombardiere, caccia notturno, zerstörer, ricognitore, bombardiere in picchiata, aereo da attacco al suolo e aerosilurante. È stato il velivolo più versatile dell'aeronautica tedesca e, secondo alcuni, di tutte le forze aeree coinvolte nella seconda guerra mondiale. Le linee di produzione rimasero in funzione ininterrottamente dal 1936 al 1945 e un totale di oltre 16.000 velivoli vennero costruiti in dozzine di versioni. Durante tutto questo periodo, la struttura di base dell'aereo rimase praticamente identica a riprova dell'eccezionale validità del progetto originario.
Il più diffuso ed uno dei più efficaci bombardieri assegnati alla Luftwaffe durante il conflitto, lo Ju 88 era stato progettato, come uniformemente richiesto ai velivoli assegnati a quel ruolo dal Reichsluftfahrtministerium (RLM), per avere capacità di bombardamento a tuffo, come il suo predecessore Ju 87, ma il peso complessivo molto più elevato poneva non trascurabili problemi di integrità strutturale, risolti modificando/limitando a 60 gradi l'angolo di picchiata. Con lo sviluppo di successive versioni, lo Ju 88 si dimostrò assai adattabile, bombardiere medio, ricognitore, caccia notturno, aerosilurante, con prestazioni tra i 460 e i 620 km/h.

## Storia del progetto
Nell'agosto 1935 il Reichsluftfahrtministerium emise una specifica per un bombardiere privo di armi difensive, a tre posti, ad alta velocità, con un carico utile di 800-1 000 kg. La Junkers rispose nel giugno 1936, ottenendo il permesso per due prototipi (Wk Nr 4941 e 4942). I primi due esemplari avevano un raggio d'azione di 2000 km e dovevano essere alimentati da due motori Daimler-Benz DB 600A, con radiatori anulari che davano ai propulsori l'aspetto di radiali e che sarebbero stati adottati per tutto lo sviluppo dell'aereo.Furono costruiti altri tre esemplari, (Wk Nr 4943, 4944 e 4945), motorizzati da Junkers Jumo 211.
I primi due prototipi, denominati Ju 88 V1 e V2, furono equipaggiati con tre postazioni verso la parte posteriore della cabina di pilotaggio e la possibilità di trasportare 1000 kg di bombe da caduta.
Il primo prototipo, lo Ju 88 V1 (Wk Nr 4941), volò la prima volta il 21 dicembre 1936, riuscendo a raggiungere la velocità di circa 580 km/h (313 kn) e Hermann Göring, capo della Luftwaffe, rimase stupefatto. La fusoliera era costruita su modello del Dornier Do 17 ma con meno armi di difesa. Il quinto prototipo impostato con un raggio d'azione di 1 000 km (540 nmi) nel marzo del 1939, fu portato a 2000 kg di carico utile. Durante le prove di volo raggiunse la velocità di 520 km/h (281 kn).. Tuttavia, dal momento che i progettisti della Luftwaffe avevano ottenuto il loro scopo principale, la velocità massima del Ju 88 calò a circa 450 km/h. 

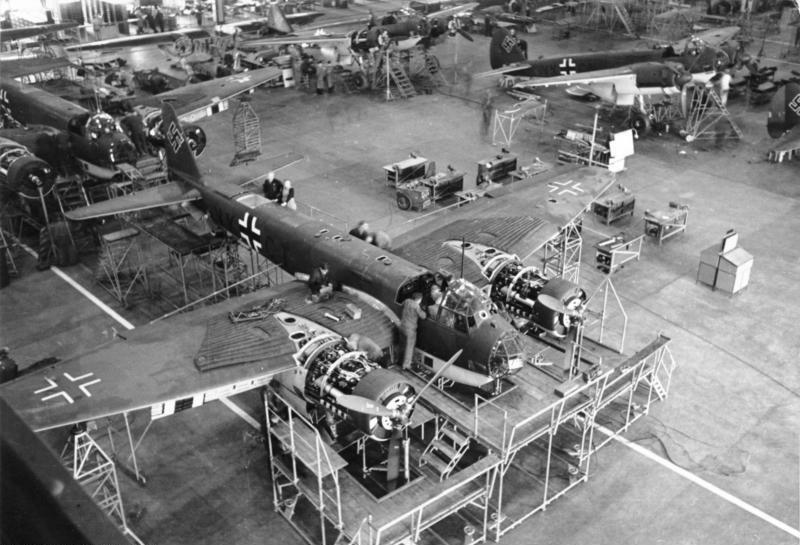
Linea di produzione dello Ju 88 nel 1939.

Il Dr. Heinrich Koppenberg, amministratore delegato della Jumo, assicurò a Göring che nell'autunno del 1938 sarebbe stata sicuramente possibile una produzione di 300 Ju 88 al mese, ma
la produzione fu assai ritardata per problemi di sviluppo. L'introduzione in servizio era prevista per il 1938, ma solo 12 esemplari di Ju 88 entrarono in servizio, il 1º settembre 1939, primo giorno di attacco della campagna di Polonia. La produzione fu estremamente lenta, con solo due Ju 88 a settimana, per continui problemi. Anche la serie Ju 88 C, versione da caccia pesante, benché progettata molto presto nel 1940, fu tenuta nascosta a Göring poiché aveva ordinato la produzione solo di versioni da bombardamento tattico.

## Tecnica

### Sistemi d'arma
- Mitragliatrici
  - una MG 81 calibro 7,92 mm fissa in caccia
  - una MG 131 calibro 13 mm o 2 MG 81 calibro 7,92 mm in postazione mobile anteriore
  - 2 MG 81 calibro 7,92 mm in postazione dorsale
  - una MG 131 calibro 13 mm o 2 MG 81 calibro 7,92 mm in postazione ventrale.
- Bombe
  - 10 SC 50 da 50 kg nel vano bombe
  - 4 SC 250 e 2 SC 500 (o 4 SC 500) sotto il pilone centrale

I dati sono estratti da Уголок неба

## Impiego operativo

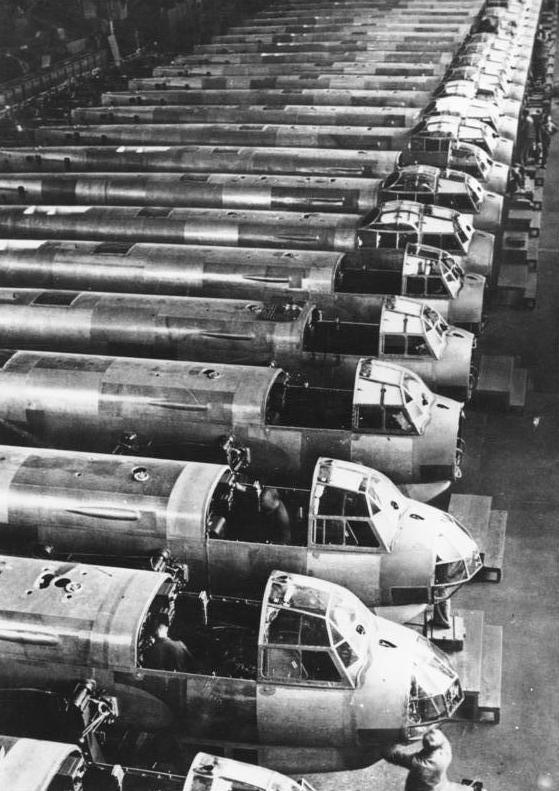
assemblaggio di Ju 88 (1941).

La prima serie di Ju 88 A-1 volò per una spedizione anti-nave vicino alla Norvegia. Gli Ju 88 di base a Westerland, sull'isola di Sylt, nel nord della Germania, effettuarono la prima incursione della Luftwaffe contro la Gran Bretagna. Un attacco a Rosyth il 16 ottobre 1939 danneggiò tre navi, ma poi furono attaccati dagli squadroni n. 602 e n. 603 di Supermarine Spitfire della RAF e due Ju 88 furono abbattuti nel Firth of Forth. Il giorno dopo, durante un raid a Scapa Flow, fu abbattuto un altro Ju 88, colpito dell'antiaerea.
Gli Ju-88 (circa 133) furono largamente impiegati nella Blitzkrieg, ma il numero elevato di combattimenti persi e di incidenti costrinsero al rapido ritiro dalle azioni per addestrare gli equipaggi di volo alle prestazioni dell'enorme velivolo. Le principali carenze dell'A-1 portarono a un'ulteriore progettazione di un nuovo design. Il risultato fu un velivolo con apertura alare più ampia (20,08 metri), ritenuta necessaria per tutti gli A-1 e di conseguenza nacque l'A-4. I rimanenti A-1 furono modificati il più rapidamente possibile con le nuove ali A-4.

## Versioni
- Ju 88 A "Schnellbomber"

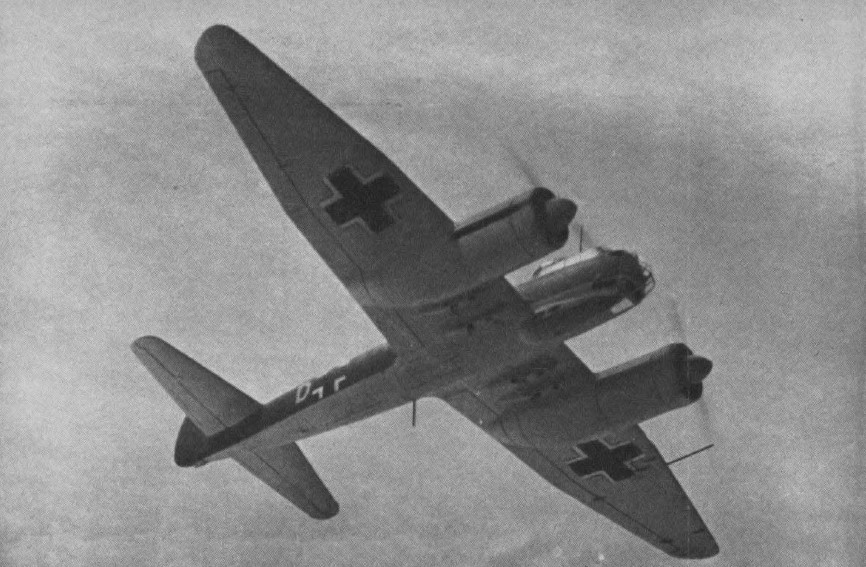
Uno Ju 88 A in volo.

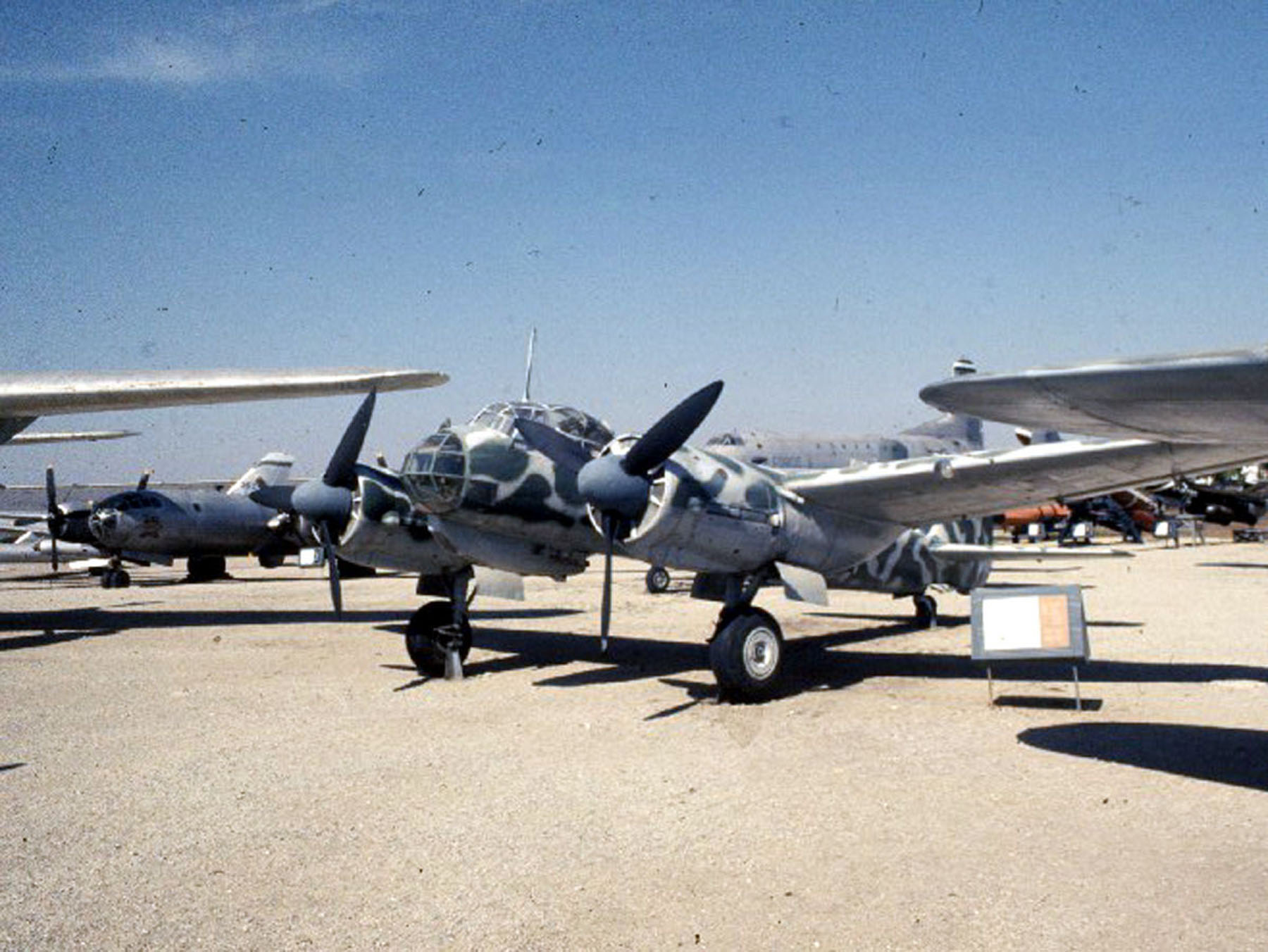
Uno Ju 88 D, versione da foto-ricognizione.

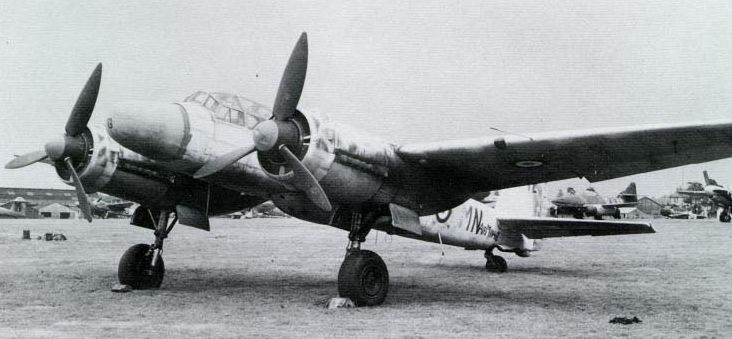
Un Ju 88 G

  - Ju 88 A-0: aerei di preserie dotati di motorizzazione Daimler-Benz DB 600A V12 da 746 kW.
  - Ju 88 A-1: prima serie di Ju 88 con ruolo di bombardiere.
  - Ju 88 A-2: rispetto alla serie precedente questi aerei erano dotati dell'equipaggiamento necessario ad un decollo assistito da razzi.
  - Ju 88 A-4: versione dall'apertura alare incrementata, dotata di un carrello d'atterraggio più robusto e più potente motorizzazione Junkers Jumo 211J-1 o Jumo 211J-2 da 1 000 kW.
  - Ju 88 A-5: simile alla versione precedente.
  - Ju 88 A-6: simile alla versione precedente.
  - Ju 88 A-14: versione sperimentale con 14 mitragliatrici MG 17 da 7,92 mm montate sulle ali, per l'attacco al suolo e il supporto tattico.
- Ju 88 B: sviluppo della versione A dotata di un nuovo muso completamente vetrato e motorizzata con i radiali BMW 801, prototipo dello Ju 188.
  - Ju 88 B-0: versione bombardiere rimasta a livello sperimentale, prodotta in 10 esemplari.
  - Ju 88 B-1: furono prodotti solo alcuni mockup
- Ju 88 C Kampfzerstörer
  - Ju 88 C-2: versione modificata del Ju 88 A-1 come aereo da caccia, col muso corazzato e dotato di due cannoni MG FF da 20 mm e tre mitragliatrici MG 17 da 7,92 mm.
  - Ju 88 C-6: versione notturna del precedente era dotato di equipaggiamento radar FuG 202 Lichtenstein BC.
- Ju 88 D: versione da foto-ricognizione basata sul Ju 88 A-4, dotata di macchine fotografiche installate nel vano portabombe della fusoliera adattato allo scopo.
- Ju 88 G: ultima evoluzione della versione da caccia del Ju 88, con motorizzazione BMW 801 D e timone di coda squadrato.
- Ju 88 H: Versione basata sulla G od utilizzando vecchie cellule della A mediante allungamento della fusoliera (un metro davanti all'ala e due metri e mezzo dietro la stessa) per il pattugliamento marittimo. 
  - Ju 88 H-1:Variante da ricognizione a lungo raggio equipaggiata con radar FuG 200 Hohentwiel e tre fotocamere nella parte anteriore della fusoliera.
  - Ju 88 H-2 Variante da caccia intesa ad attaccare velivoli a grande autonomia di difesa ai convogli alleati ed armata con sei MG 151/20 fisse in caccia.
  - Ju 88 H-3:Ricognizione marittima a grandissimo raggio simile alla versione H-1.
  - Ju 88 H-4 :variante zerstorer.
- Ju 88 Mistel 1: alla fine della guerra alcuni Ju 88 non più utilizzabili vennero accoppiati alle versioni cacciabombardiere dei Fw 190 al fine di trasformarli in bombe guidate o missili.
- Ju 88 R: simile al Ju 88C-6, ma con motori radiali BMW 801 e radar di coda FuG 217 Neptun R.
- Ju 88 P: versione anticarro dotata di un cannone da 75 mm.
- Ju 88 S: ultima evoluzione dello Ju 88 A, alleggerita con una sola mitragliatrice di coda MG 131 da 13 mm ed equipaggio ridotto a 3, dotata di motori radiali BMW 801 con iniezione al protossido d'azoto GM1, per conseguire velocità fino a 610 km/h.
- Ju 88 T: versione da foto-ricognizione basata sul Ju 88 S.

## Utilizzatori
Bulgaria

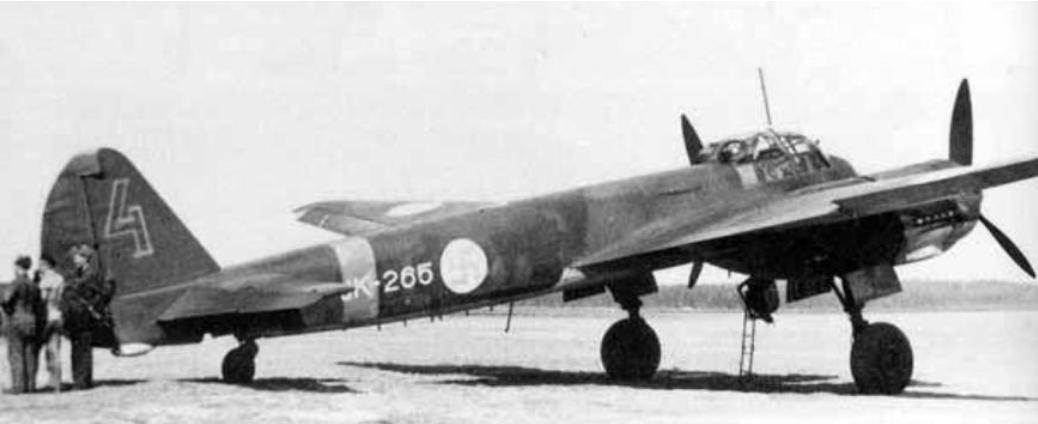
Junkers Ju 88 A-4 della finlandese Suomen ilmavoimat.

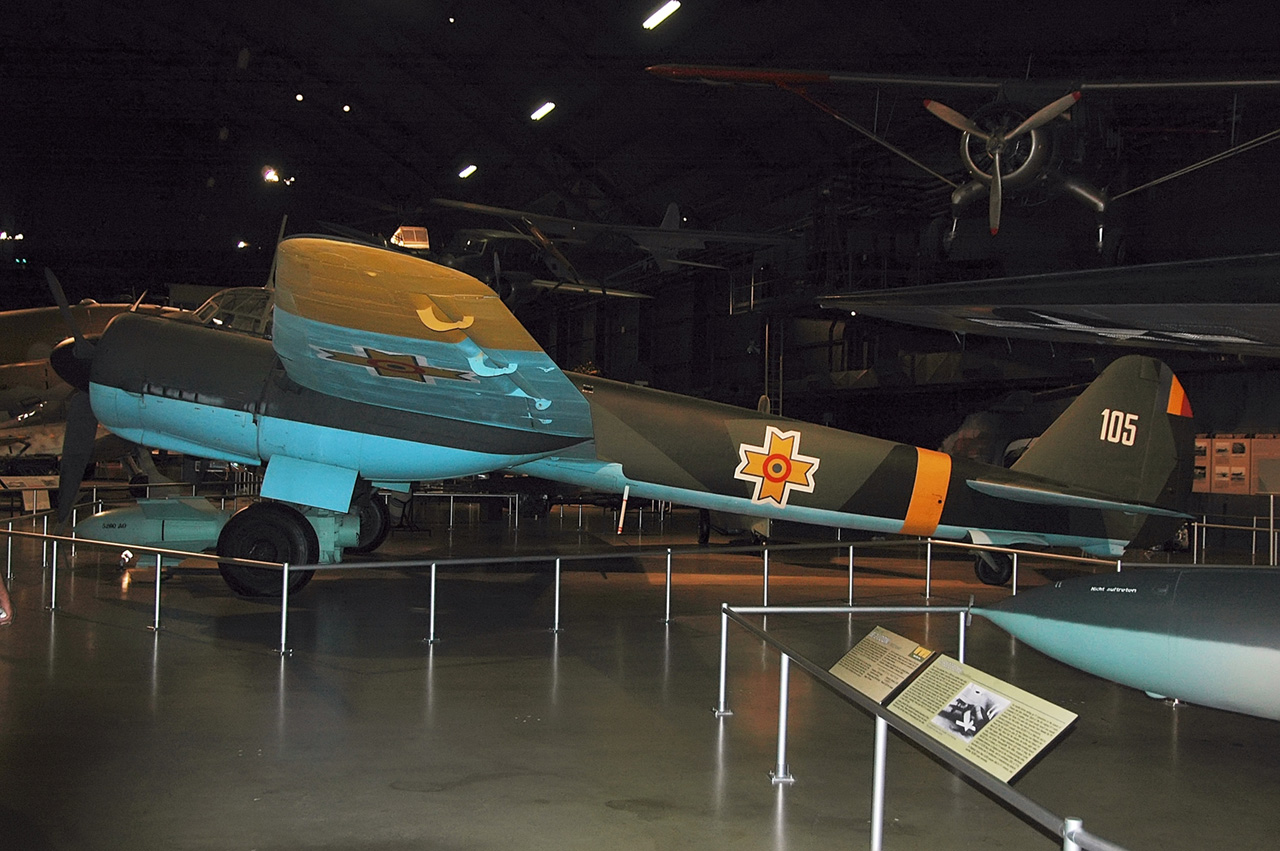
Junkers Ju 88 D-1 nella livrea della rumena Forțele Aeriene Regale ale României.

- Vazhdushnite na Negovo Velichestvo Voiski

 Finlandia
- Suomen ilmavoimat (24 esemplari)
  - No. 44 Squadron

 Francia
- Armée de l'air (velivolo catturato)

 Germania
- Luftwaffe

 Regno Unito
- Royal Air Force (prede di guerra)

 Italia
- Regia Aeronautica

 Romania
- Forțele Aeriene Regale ale României

 Ungheria
- Magyar Királyi Honvéd Légierő - Forza aerea Ungherese

 Unione Sovietica
- Voenno-vozdušnye sily (preda di guerra)

 Spagna
- Ejército del Aire (15 esemplari)